# Maria, lady Eardley
Maria, lady Eardley är ett porträttmålning i olja av den engelske konstnären Thomas Gainsborough. Den målades omkring 1770 och ingår sedan 1966 i Nationalmuseum samlingar i Stockholm. 
Gainsborough var Englands främsta porträtt- och landskapsmålare under 1700-talet. Gainsborough ville helst måla landskap; porträtt gjorde han främst på beställning. Han uttryckte vid ett tillfälle att "jag gör porträtt för att överleva och landskap för att jag tycker om dem". Det är dock hans porträtt som lade grunden till hans berömmelse. 
Den här målningen är mycket representativ för Gainsboroughs bilder av den brittiska eliten – i helfigur träder de fram ur romantiska lummiga engelska parklandskap. Maria, lady Eardly (1743–1794) är här drygt tjugofem år och möter oss i en elegant vit sidenklänning, med en blå sjal över armen. I handen håller hon en blomma och i hennes hår glimmar pärlor. Gainsborough var expert på att ge den aristokratiska extravagansen en naturlig inramning.
Gainsborough var samtida med Joshua Reynolds, hans främsta rival i 1700-talets engelska konstvärld, och tillsammans hade de 1768 grundat Royal Academy of Arts. Båda specialiserade sig på porträtt av brittisk aristokratin. Anslagen var storslagna till innehåll och format och oftast avbildades modellerna i helfigur. Även Reynolds porträtterade lady Eardley. Hon var dotter till domaren John Eardley Wilmot (1709–1792) och gift med bankiren Sampson Gideon (1744–1824), adlad baron Eardley. Maken var av judisk börd, son till den mycket framstående bankiren Sampson Gideon (1699–1762). Han tog 1789 sin svärfars namn Eardly i samband med att han upphöjdes till baron.